# Línea (ejército)
La palabra línea, muy empleada en el tecnicismo militar, tiene diversos sentidos en estrategia, fortificación, balística y táctica, según los adjetivos que la acompañan. 
Stricto sensu, la línea es el orden de formación adoptada por una tropa cuyas fracciones o elementos están colocados en el sentido del frente unos al lado de los otros. Así como la columna es la formación más ventajosa para marchar y maniobrar, la línea es la que se adopta para el combate, pues permite obtener el máximo efecto del fuego con un mínimo de vulnerabilidad.

## En estrategia
Línea de batalla
Es la disposición que afecta a las tropas de las diversas armas del ejército sobre el terreno para que se presten apoyo mutuo y protección. La línea de batalla o frente de batalla suele confundirse con orden de batalla, en sus dos acepciones estratégica y táctica.
Por analogía, línea de batalla, como línea de operaciones, como línea de retirada, tiene sentido abstracto, absoluto, «geométrico», para el cual en nada interviene la relación o referencia al enemigo.

La línea de batalla está constituida en el acto en que un batallón coloca sus unidades extendidas sobre una misma línea; en que varios cuerpos de tropas se coloquen unos al lado de otros, poniendo sobre una misma línea sus centros de figura.
Una serie de batallones en masa constituyen línea de batalla, sin que sea preciso un objetivo determinado; pero lo es, y hay que suponer enfrente un enemigo, imaginario o real, cuando se dice orden de batalla.
Línea de desplieguedespliegue (ejército)
Línea de operaciones.

## En fortificación

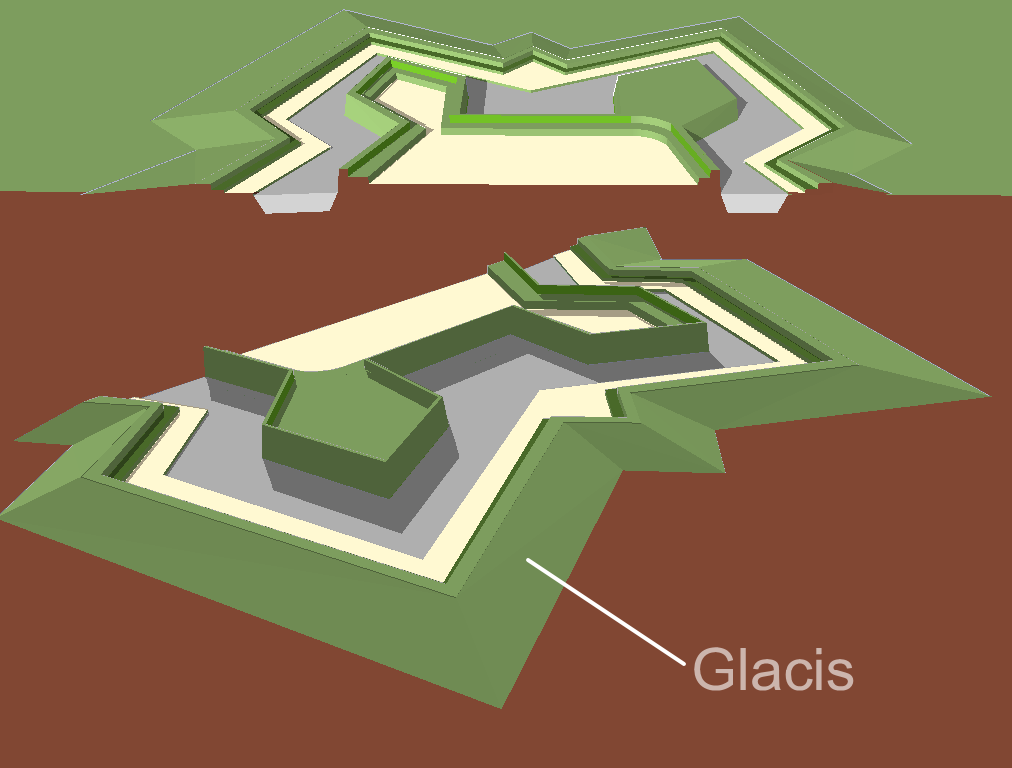
Glacis de una fortificación de la Edad Moderna.

Línea capitallínea imaginaria que divide el ángulo saliente de una obra en dos partes iguales.
Línea fortificadaes la constituida por una serie de atrincheramientos o puntos fortificados. Puede ser continua o con intervalos. Las primeras llevan consigo el inconveniente de ser débiles, por haber querido buscar una igual fortaleza en todos los puntos. Las segundas, que son las que sucedieron en el tiempo a las otras, reciben diversos nombres según la clase de obras que las constituyen, y así se llaman líneas de baterías, de reductos, de fuertes, de plazas, etc.
Línea cubridorala que forma la cresta interior del parapeto de las obras de fortificación.
Línea continuaatrincheramiento que se extiende por el frente de una posición sin interrumpirse su curso.
Línea de contraaproches o de contraataquestrinchera que construye el sitiado para adelantarse desde el pie del glacis y enfilar los trabajos de los sitiadores.
Línea de defensaes la distancia medida desde un flanco al extremo de la línea flanqueada. La longitud de la línea de defensa está limitada por el alcance eficaz del fuego de fusilería. En el frente abaluartado las dos líneas de defensa se cortan en un punto, delante del centro de la cortina, resultando así que el trazado no aprovecha tan bien el alcance de las armas como el poligonal o el atenazado. (Véase baluarte).
Línea de defensa fijanteen el sistema abaluartado era la que indicaba la dirección de los tiros que, saliendo de los flancos, podían asegurarse en los baluartes opuestos.
Línea de defensa rasanteen el sistema abaluartado era la que dirigía el sistema de fuego desde el flanco segundo para barrer el baluarte opuesto.
Línea de fuegosextensión lateral de la cresta interior del parapeto de las obras fortificadas.
Línea de redientesdisposición de una línea fortificada o de atrincheramientos que presenta la figura de unos dientes de sierra, componiéndose de ángulos entrantes y salientes que se flanquean recíprocamente.
Línea de circunvalacióncircumvallatio.
Línea de contravalaciónlínea formada por las obras defensivas que construye el sitiador alrededor de una fortificación para oponerse a las salidas de los sitiados.
Línea obsidionalvoz anticuada con la que se expresaba cualquiera de las dos líneas de circunvalación y contravalación que para su seguridad y defensa construía el ejército que asediaba una plaza fuerte.

## En balística
Línea de tiroes el eje del ánima prolongada indefinidamente.
Línea de proyecciónes la tangente a la boca del arma de fuego.
Línea de situaciónes la que une el centro de la boca con la del blanco de tiro.
Línea de miraes la visual dirigida al blanco por el ocular del alza y el punto de mira. La línea de mira se llama natural cuando se dirige con el alza puesta en tal posición que determina una línea paralela a la de tiro.

## En táctica
Línea de combateparte de la de un ejército o tropa en la que se ha generalizado el fuego.
Línea desplegadaformación en dos filas, una detrás de otra, correspondiéndose cada hombre o elemento de la segunda con otro de la primera.
Línea de columnasformación adoptada por una tropa cuando se colocan sus diversas unidades formadas en columna, unas al lado de otras sobre un mismo frente.
Línea de masaformación táctica que se adopta para concentrar en un espacio reducido de varias unidades, y así, se dice por ejemplo, batallones en masa.